# Juliaan Wilmots

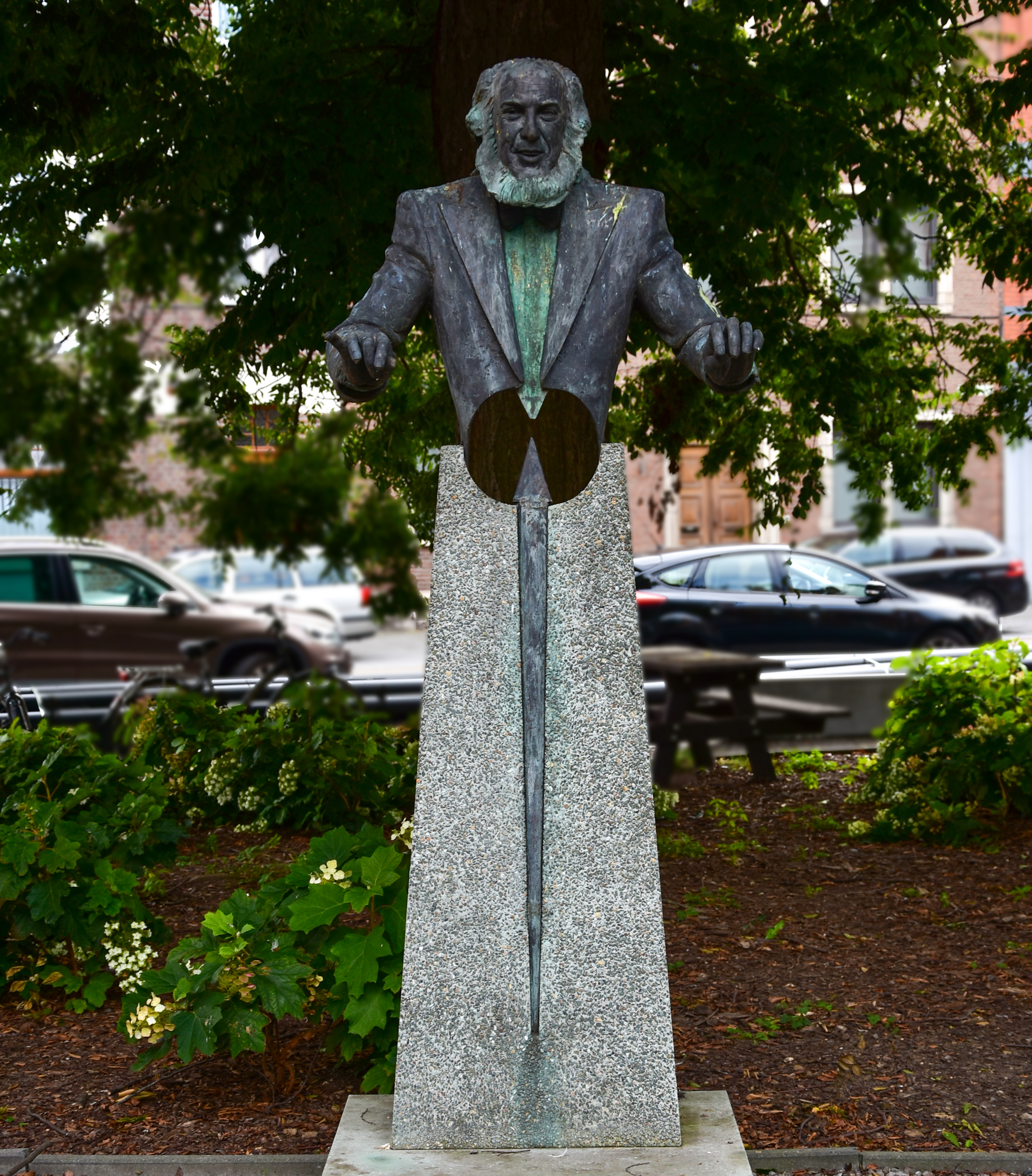
Beeld van Juliaan Wilmots te Sint-Truiden door Gerard Moonen

Juliaan Wilmots (Sint-Truiden, 5 maart 1936 - 22 september 2000) was een Belgisch musicus, dirigent, docent en componist.

## Levensloop
Juliaan was een zoon van Joseph Wilmots en Maria Schrijvers. Hij trouwde met Annie Paredis.
Als jonge knaap leerde hij piano spelen bij meester Justin Vandersteegen en werd hij lid van het gregoriaans koor in de Sint-Gangulfuskerk. Hij speelde ook accordeon. Hij volbracht de humaniora, waarna hij muziekstudies volgde in het Lemmensinstituut in Mechelen en er zijn einddiploma behaalde. Hij studeerde onder meer orkestratie en orkestdirectie bij Gaston Feremans. 
Hij volbracht zijn legerdienst als reserveofficier in het Belgisch leger (1959-1960).
Als koordirigent begon hij in 1956 bij het Sint-Franciscuskoor in Sint-Truiden. Hij was vervolgens dirigent van:
- het koor Laetare Musica in Herk-de-Stad (1959-1969)
- het Tongers gemengd koor, later Basilicakoor (1961-1976).

Dit bracht er Wilmots toe zich in stijgende mate om het koorleven te bekommeren, eerst in Limburg, stilaan ook op nationaal en internationaal vlak.
In 1976 stichtte hij het instrumentaal en vocaal ensemble Henric van Veldeke, dat onder zijn leiding optrad, zowel in het binnenland als in talrijke andere landen. 
Anderzijds werd hij veelgevraagd als cursusleider en als pedagoog over alle aspecten van de koormuziek.
In 1966 werd hij tot directeur benoemd van de Muziekacademie van Sint-Truiden. Hij dirigeerde er het Conservatoriumkoor, dat talrijke optredens verzorgde. Vanaf 1970 doceerde hij tevens koorzang en -directie aan het Koninklijk Conservatorium Brussel. Hij werd vaak gevraagd als jurylid bij koorwedstrijden, zowel in België als in Nederland, Oostenrijk, Duitsland en Zwitserland.  Hij trad van 1976 tot 1993 op als docent voor de Nationale Koorweek in Lummen en van 1991 tot 1995 voor de Internationale Kooracademie in Koksijde.
Hij dirigeerde gedurende bijna veertig jaar de massazang op het jaarlijks Vlaams Nationaal Zangfeest. Binnen het Algemeen Nederlands Zangverbond (ANZ) gaf hij deskundig advies.  
Hij was een begrip in het Vlaamse koorleven als docent en jurylid.

## Componist
Wilmots was zeer actief in het orkestreren van liederen voor samenzang en het bewerken van composities voor allerhande koor- of orkestbezettingen.
Als componist liet hij heel wat werk na, onder meer:
- De kern van alle dingen (tekst van Felix Timmermans)
- Zonnelied (tekst van Hilarion Thans)
- De Hoornen (tekst van Guido Gezelle)

## Publicaties

### Muziek
- Vlaamse Romantische Koormuziek (1989)
- Koormuziek van Juliaan Wilmots (2005)

### Geschriften
- Het koorleven in Vlaanderen, verleden, heden, toekomst, in: Vlaanderen, 1980.
- (samen met Michaël Scheck en Jeanne Lambrechts) Handboek voor koordirigenten & Stemvorming.
- Talrijke artikels in tijdschriften, onder meer in Vlaams Muziektijdschrift.

## Eerbetoon
- Na zijn vroegtijdige dood werd Wilmots niet vergeten. Regelmatig werden concerten of muzikaal opgeluisterde jaarmissen ter zijner nagedachtenis georganiseerd.
- In 2002 werd door burgemeester Ludwig Vandenhove in de Sint-Truidense Albertlaan een borstbeeld ingehuldigd dat Wilmots voorstelt en dat van de hand is van beeldhouwer Gerard Moonen.
- De muziekbibliotheek en -archief van Juliaan Wilmots wordt bewaard in het Studiecentrum voor Vlaamse Muziek, Jan Van Rijswijcklaan 155 in Antwerpen.